# Roldán Rodríguez
Roldán Rodríguez (Valladolid, 9 november 1984) is een Spaanse GP2-coureur. Hij rijdt in deze klasse voor het team Minardi Piquet Sports. Daarnaast komt hij in de Asia Series uit voor Coloni.

## Seizoen 2008
Op 12 december 2007 schat Rodríguez zichzelf op 75% kans dat hij in 2008 voor Force India racet. Uiteindelijk is gekozen voor de Italiaan Giancarlo Fisichella.

## Seizoen 2007
Het jaar 2007 sloot hij af als zeventiende in het GP2 kampioenschap, met 14 punten. Zijn beste resultaat was een zesde plaats tijdens de Grand Prix van Hongarije. Verder testte hij dit jaar voor Spyker F1 en Force India.
- Zie ook GP2-seizoen 2007

## Seizoen 2006
In het jaar 2006 wordt Roldán Rodríguez tweede in het Spaanse formule 3 kampioenschap. Zesde in de formule 3 euroserie. Hij verdient daarmee een GP2 test bij Campos Grand Prix en Piquet Sports.

## Seizoen 2005
Zevende in het Spaanse formule 3 kampioenschap. Test voor het formule 1 team van Minardi